# گگوی مژه‌دار
گگوی مژه‌دار (نام علمی: Rhacodactylus ciliatus) نام یک گونه از راسته پولک‌داران است. زیستگاه این جانور، کالدونیای جدید واقع در اقیانوس آرام است.